# Milano-Sanremo 1996
La Milano-Sanremo 1996, ottantasettesima edizione della corsa e valida come evento d'apertura della Coppa del mondo di ciclismo su strada 1996, fu disputata il 23 marzo 1996, per un percorso totale di 294 km. Fu vinta dall'italiano Gabriele Colombo, al traguardo con il tempo di 7h00'27" alla media di 41.955 km/h.
Partenza a Milano con 198 corridori di cui 175 portarono a termine il percorso.

## Resoconto degli eventi
Gabriele Colombo allungò nella penultima salita, la Cipressa, e a lui resistette solo Oleksandr Hončenkov. Nella discesa successiva riuscirono a rientrare su di loro Maximilian Sciandri e Michele Coppolillo. I quattro crearono un buco di quasi 30 secondi che riuscirono a mantenere anche alla fine del Poggio, l'ultima salita del percorso.
A un chilometro dall'arrivo Colombo riuscì a rilanciare la sua azione e lasciò i tre compagni di fuga, arrivando da solo al traguardo.. Risultò essere l'ultima edizione decisa da un attacco sull'iconica salita della Cipressa fino all'edizione 2025, in cui Pogacar attaccò dopo un forcing della sua squadra, la UAE Emirates.

## Squadre e ciclisti partecipanti
| N.    | Cod. | Squadra                 |
| ----- | ---- | ----------------------- |
| 1-6   | GAN  | GAN                     |
| 7-13  | PLT  | Team Polti              |
| 14-17 | GLA  | Glacial-Selle Italia    |
| 18-25 |      | San Marco Group         |
| 26-30 | SCR  | Scrigno-Blue Storm      |
| 31-38 | AKI  | Aki-Gipiemme            |
| 39-44 | AMO  | Amore & Vita-Galatron   |
| 45-52 | ROS  | Roslotto-ZG Mobili      |
| 53-59 | BRE  | Brescialat              |
| 60-67 | LOT  | Lotto-Isoglass          |
| 68-74 | BAN  | Banesto                 |
| 75-81 | REF  | Refin-Mobilvetta        |
| 82-89 | MAG  | MG Maglificio-Technogym |

| N.      | Cod. | Squadra                      |
| ------- | ---- | ---------------------------- |
| 90-93   | SAE  | Saeco-Estro-Juvenes S.Marino |
| 94-100  | RAB  | Rabobank                     |
| 101-108 | MOT  | Motorola                     |
| 109-116 | MAP  | Mapei-GB                     |
| 117-122 | ONC  | ONCE                         |
| 123-130 | PAN  | Panaria-Vinavil              |
| 131-137 | KEL  | Kelme-Costa Blanca           |
| 138-144 | TEL  | Team Deutsche Telekom        |
| 145-151 | GEW  | Gewiss-Playbus               |
| 152-159 | FES  | Festina-Lotus                |
| 160-167 | TVM  | TVM-Farm Frites              |
| 168-175 | CAR  | Carrera Jeans                |

## Ordine d'arrivo (Top 10)
| Pos. | Corridore           | Squadra        | Tempo    |
| ---- | ------------------- | -------------- | -------- |
| 1    | Gabriele Colombo    | Gewiss         | 7h00'27" |
| 2    | Oleksandr Hončenkov | Roslotto       | a 1"     |
| 3    | Michele Coppolillo  | MG Maglificio  | s.t.     |
| 4    | Maximilian Sciandri | Motorola       | s.t.     |
| 5    | Stefano Zanini      | Gewiss         | a 32"    |
| 6    | Fabio Baldato       | MG Maglificio  | s.t.     |
| 7    | Mario Cipollini     | Saeco          | s.t.     |
| 8    | Johan Museeuw       | Mapei-GB       | s.t.     |
| 9    | Laurent Brochard    | Festina-Lotus  | s.t.     |
| 10   | Andrej Čmil         | Lotto-Isoglass | s.t.     |